# Johanna Fritz (Coachin)
Johanna Fritz (* 31. Mai 1981 in Gelsenkirchen, Deutschland) ist eine deutsche Coach und Rednerin für Onlinemarketing und ehemalige Illustratorin.

## Leben
Johanna Fritz machte im Jahr 2000 in Freiberg (Sachsen) ihr Abitur, ging für ein Jahr nach San Diego, USA, und studierte danach zwei Jahre an der Berliner Humboldt-Universität Japanologie, Französisch und Amerikanistik. Von 2003 bis 2006 studierte sie an der Berliner Technischen Kunsthochschule Kommunikationsdesign.
Sie lebt und arbeitet in Stuttgart. Nach der Erstveröffentlichung ihrer Cartoonserie „Fred-Mein großer Spatz“ bei der Axel Springer AG in der Funk Uhr erschien 2007 ihr erstes Kinderbuch im Tessloff Verlag.
Seit 2016 gibt sie Workshops mit dem Themenschwerpunkt E-Mail-Marketing. Sie spricht auf Kongressen und Events.

## Publikationen

### Podcast
Im Jahr 2017 startete Johanna Fritz ihren Podcast #OnlineBusinessGeeks. Darin interviewt sie regelmäßig Unternehmensgründer, Geschäftsführer und Influencer und teilt Tipps und Growth Hacks zum Thema Online Business.

### Illustrationen
- Meine Doodles – Deine Farben, Selbstverlag, Stuttgart 2017, ISBN 978-3-96111-282-1 (Malbuch für Erwachsene, 60 Seiten)
- Mein Stadt-Wimmelbuch Stuttgart, Willegoos Verlag, Potsdam 2013, ISBN 978-3-944445-04-5. (Wimmelbuch, 22 Seiten, aus Pappe, durchgehend illustriert.)
- Schon wieder zur Oma?. Baumhaus Verlag, Köln 2010, ISBN 978-3-8339-0379-3. (Kinderbuch, 32 Seiten, Hardcover, überwiegend illustriert.)

- Sandra Grimm: Schiebe und entdecke – Auf dem Bauernhof, Ravensburger Verlag, Ravensburg 2018, ISBN 978-3-473-43691-0
- Sandra Grimm: Schiebe und entdecke – Kleine Tiere, Ravensburger Verlag, Ravensburg 2018, ISBN 978-3-473-43694-1
- Sandra Grimm: Schiebe und entdecke – Meine Fahrzeuge, Ravensburger Verlag, Ravensburg 2018, ISBN 978-3-473-43692-7
- Sandra Grimm: Schiebe und entdecke – Im Kindergarten, Ravensburger Verlag, Ravensburg 2018, ISBN 978-3-473-43693-4
- Arne Thielk: TING Schuss und Tor – Ich bin der Star im Stadion. Wissenmedia, Gütersloh 2012, ISBN 978-3-577-07442-1 (Kinderbuch für TING-Stift, 32 Seiten, Alter 4–10 Jahre, zahlreiche Illustrationen)
- Christiane Güth: TING Ahoi Piraten! Wir wollen den Schatz!. Wissenmedia, Gütersloh 2012, ISBN 978-3-577-09006-3 (Kinderbuch für TING-Stift, 32 Seiten, Alter 4–10 Jahre, zahlreiche Illustrationen)
- Andrea Gehlen: TING Mein blaubeerblaues Monster. Wissenmedia, Gütersloh 2012, ISBN 978-3-577-07445-2 (Kinderbuch für TING-Stift, 32 Seiten, Alter 4–10 Jahre, zahlreiche Illustrationen)
- Christiane Güth: TING Ich rette dich, kleine Blumenprinzessin. Wissenmedia, Gütersloh 2012, ISBN 978-3-577-07444-5 (Kinderbuch für TING-Stift, 32 Seiten, Alter 4–10 Jahre, zahlreiche Illustrationen)
- Andrea Gehlen: TING Donnerstags rette ich Drachen. Wissenmedia, Gütersloh 2012, ISBN 978-3-577-07443-8 (Kinderbuch für TING-Stift, 32 Seiten, Alter 4–10 Jahre, zahlreiche Illustrationen)
- Mein Finger-Nachfahr-Buch. Der Frosch feiert Geburtstag. Tessloff Verlag, Nürnberg 2009, ISBN 978-3-7886-3433-9. (Kinderbuch ab 18 Monate Alter, 10 Seiten, überwiegend illustriert.)
- Hanna Sörensen: Spiel und Spaß für kleine Hexen: Mit Geschichten, Rätseln, Rezepten und Basteltipps. Nelson Verlag, Hamburg 2008, ISBN 978-3-86606-501-7 (93 Seiten, zahlreiche Illustrationen)
- Schau genau! Was gehört zusammen?. Tessloff Verlag, Nürnberg 2008, ISBN 978-3-7886-3376-9. (Kinderbuch ab 24 Monate Alter, 10 Seiten, überwiegend illustriert.)
- Mein Finger-Nachfahr-Buch durch die Natur. Tessloff Verlag, Nürnberg 2007, ISBN 978-3-7886-3029-4. (Kinderbuch ab 18 Monate Alter, 10 Seiten, überwiegend illustriert.)
- Schau genau! Unterschiede!. Tessloff Verlag, Nürnberg 2007, ISBN 978-3-7886-3028-7. (Kinderbuch ab 24 Monate Alter, 10 Seiten, überwiegend illustriert.)
- Marina Ribeaud: Das Gebärdensuchbuch. fingershop.ch, Allschwil 2006, ISBN 978-3-9523171-0-5. (14 Seiten, überwiegend illustriert.)

- Christiane van den Bulk: Mausgeflippt. Zoch Verlag, München 2009. (Kartenspiel, ab 6 Jahre, durchweg illustriert)
- Städtler Mediamarketing GmbH / atregio: 40 Städte-Puzzle, Nürnberg, 2007–08. (Puzzle im XXL-Format 54 × 38 cm, 200 Teile, Kolorierter Einleger in DIN A4 mit Bezeichnung aller Motive, Alter ab 7 Jahre, durchweg illustriert)

### Anthologien
- 2011 – ZEIXS Best of Greeting Cards (Feierabend Design)
- 2011 – ZEIXS T-Shirt Design 2 (Feierabend Verlag)
- 2008 – ZEIXS Great new Characters (Feierabend Verlag)

### Ausstellungen
- 2013 – Stuttgart illustriert
- 2008 – Die Lust des Reisens auf der CMT 2009
- 2007 – Schweinzeit 2007 (Museum Kloster Asbach)
- 2007 – Die besten Entwürfe des Plakatwettbewerbs der 14. Regensburger Kurzfilmwoche (Kunstverein GRAZ)
- 2006 – Die letzten Originale (Comicsalon Erlangen)